# Gordon Pirie
Douglas Alistair Gordon Pirie (Leeds, 1 de febrero de 1931 - † 7 de diciembre de 1991) fue un atleta británico de media distancia. En 1955 logró el galardón de Personalidad deportiva del año, premio otorgado por la BBC. En los Juegos Olímpicos de Melbourne 1956 consiguió la medalla de plata en la prueba de los 5.000 metros. A lo largo de su carrera batió cinco récords del mundo. Su mejor momento llegó en el verano de 1956 cuando batió en menos de tres meses tres marcas mundiales. El 19 de junio en Bergen, Noruega corrió los 5.000 m en 13:36.8 venciendo al soviético Vladímir Kuts y rebajando en 25 segundos su mejor marca personal. El 22 de junio en Trondhaim, Noruega batió el récord de los 3.000 metros con una marca de 7:52.7 y finalmente el 14 de septiembre volvía a rebajar el récord de los 3.000 metros con un tiempo de 7:52.7. Gordon Pirie fue un excepcional corredor de cross, logrando 13 campeonatos británicos de la especialidad.